# Luna Albagli
Luna Raquel Albagli Larsen (Santiago, 9 de marzo de 1984) es una modelo, animadora, bailarina, actriz y comediante chilena, famosa por su participación en programas como “Morandé con Compañía”, “Yingo”, "Llama y Gana" y “El Juego de la Biroka” (de este último programa, ella fue su presentadora).

## Biografía
Desde pequeña, Luna siempre desarrolló aptitudes para el baile y, dada su inclinación a la religión judía, empezó bailando rikudim, ritmo nativo del Medio Oriente. A los 15 años, entra a estudiar samba, y termina prendada del ritmo carioca. De hecho, en una entrevista que le hizo el sitio Terra.cl, confesó que, casi todo lo que escuchaba en ese entonces, era música brasileña.
En el año 2007, paralelamente a sus estudios de Ingeniería Química (carrera de la que se titula exitosamente), Luna entró al programa “Morandé con Compañía”, del canal chileno Mega, donde formó parte del team de baile conocido como “Team Koala”, llamado así por ser el que impuso en Chile el "Baile del Koala", de la argentina Rocío Marengo (posteriormente, este personal de baile se llamaría “Team Morandé”). Luna se lucía junto a las demás chicas del team, a causa de sus movimientos sensuales y sus curvas infartantes, además de su característica personalidad alocada, que la hizo destacarse por sobre el resto de sus compañeras de baile, a tal punto que llegó a hacer divertidísimas notas para el programa. Una de las que más se recuerda de ella, es aquella en la que viajó a una playa de Brasil e hizo de las suyas con sus locuras; y fue en esta nota donde Luna aprendió la "Dança do siri", un ritmo comiquísimo que ella traería a nuestro país bajo el nombre de "Baile del Cangrejo".
Fue esa misma personalidad chispeante la que hizo que Chilevisión se llevara a Luna durante el verano. Audicionó en dos castings y, justo cuando pensó que no iba a quedar como rostro de dicho canal, se produjo todo lo contrario. Así, en diciembre de 2007, y tras el fin del concurso telefónico “Ven a la cabina”, se dio rienda suelta a uno de los proyectos televisivos más ambiciosos en la vida de Luna: “El Juego de la Biroka”, donde, además de ser presentadora, despliega magistralmente sus dotes humorísticas. La primera temporada fue conducida por ella y por Alejandro Quagliotti (quien después sería parte del reality “Amor Ciego 2”, de Canal 13), mientras que el resto de las temporadas las animaría ella sola. Cada verano, de Diciembre a Marzo, "El Juego de la Biroka" ponía el broche de oro a cada jornada en pleno trasnoche antes de cerrar las transmisiones. El humor improvisado y contagioso que se gestaba en cada emisión; los pasos alocados de su conductora y su interacción en pantalla con el resto del personal; y los suculentos montos en efectivo que se sortean, hicieron que la "Biroka" marcara presencia en la pantalla e impusiera una nueva y entretenida forma de realizar un concurso telefónico, que va más allá de instar constantemente al televidente a enviar mensajes y jugar un juego (o contestar una pregunta, en la mayoría de los casos) para ganar el monto a sortearse.
A partir de la segunda temporada (2008-2009), Luna contó con el protagonismo absoluto del programa; sin embargo, con el correr de las temporadas, valga la redundancia, a ella se sumaron personajes secundarios que potenciaron aún más su faceta cómica, como: el Chancho y la Pollita, Don Ramón, los Locos en Mallas, Carlitos Show y sus bailarines, Porotito Granado, etc. Además de parte del personal tanto del canal como del programa, y un particular locutor en off apodado como “Gasparín” (interpretado por el entonces ejecutivo de Chilevisión, Jorge Portuguéiz); que hacía las veces partner televisivo de Luna a partir de la segunda temporada del espacio, e intercambiaba con ella bromas verbales y diálogos chistosos con los que divirtieron enormemente a su teleaudiencia noctámbula.
La tercera temporada del programa, supuestamente, terminaría el trasnoche entre el 26 y 27 de febrero de 2010; sin embargo, el nefasto terremoto de la última fecha mencionada, truncó y estropeó los planes de un digno fin de temporada. El capítulo realizado en ese momento había terminado cerca de las tres y media de la mañana, sólo unos poquísimos minutos antes del cataclísmico acontecimiento. Desgraciadamente, a causa de problemas dentro del equipo, "El Juego de la Biroka" llegaría abruptamente a su fin.
El 7 de abril de 2010, Luna ingresó al elenco del programa juvenil "Yingo", también de Chilevisión. En ese programa, Luna integró el Equipo Blanco, del cual ella fue comodín. Además, en este programa se potencia su forma de ser alocada y alegre, además de sus aptitudes tanto en el baile como en el humor, ya sea participando en pruebas como "Si se la puede, baile", "Si se la sabe, cante", las "misiones" o -simplemente- haciendo gala de su divertida personalidad, tanto en el set del programa como en las notas que realiza junto con parte del elenco.
Durante su estadía en "Yingo", Luna también desarrolló un increíble talento actoral. Su faceta humorística, muy característica de ella, se aprecia de sobremanera cuando encarna a una divertida vendedora de yerbas en el sketch cómico "La Feria Yingo". Además de participar y lucirse en los "montajes propios" de su equipo, interpretando una cantidad bastante diversa de papeles:
- Montaje circense: Comodina (Joker)
- Súper Mario Bros: Niña jugadora
- Montaje futurista: Alienígena encerrada en una burbuja
- Batman: Secuaz del "Guasón"
- Fusión de Hielo y Fuego: Reina del Fuego
- Crepúsculo (Eclipse): Vampiresa Blanca

A ello también se suma su participación en la serie "Don Diablo", haciendo el papel de Antonia, amiga y eterna compinche de la engreída Gina (Faloon Larraguibel). Ellas, junto a Malena (Carolina Mestrovic), integran el cuerpo de porristas del colegio en donde estudian los protagonistas de la serie. Según una entrevista que dio Luna al suplemento "La Cuarta Espectacular", en octubre de 2010, Antonia "es una chica medio huequita y no piensa mucho, además de ser dispersa, light y medio tontita". Sin embargo, el éxito de la serie hizo de su personaje uno de los más populares entre la teleaudiencia infantojuvenil del país, sin mencionar que ha llegado a ser, curiosamente, una de las más deseadas por el público masculino. Frases como "Triple hello" (originalmente dicha por Gina, pero después adoptada por Antonia) y "Uuuulalá", son las que más identifican a esta sexy porrista.
El personaje de Antonia también tuvo su aparición publicitaria junto con Gina, en el comercial de una línea de muñecas llamadas "Liv", para la importadora y distribuidora chilena de juguetes Imexporta. El spot fue transmitido en diciembre de 2010.
Destáquese también su participación, junto a Catalina Correa, en el videoclip del sencillo "Los Nuevos Arquitectos", del grupo de rock chileno Sexual Democracia. El video se rodó en la desarmaduría automotriz "Don Camilo", bajo la dirección de Jorge Fierro, en agosto de 2010.
No obstante, estas no fueron las primeras experiencias actorales de Luna, ya que anteriormente, en 2008, participó en una obra del programa "Teatro en Chilevisión", llamada "Contacto en Miami", interpretando a una sensual mesera.
La incorporación de Luna a "Yingo" era más que evidente, dada la cercanía que mantenía con el elenco de este programa, del cual varios integrantes pisaron el set de la "Biroka"; entre ellos: Rodrigo "Gallina" Avilés, Camilo Huerta, Julio Canessa (alias "Kneza") y Mario "Anfibio" Velasco, quien ofició como coanimador del último capítulo de la segunda temporada del "Juego de la Biroka", el 15 de marzo de 2009. A modo de anécdota extra, Velasco recuerda ese momento como uno de los más gratos tanto de su vida como de su carrera como animador, y a raíz de ello se deshace en elogios cuando habla de Luna.
Tras el término de la competencia por el departamento, finalmente ganada por Iván Cabrera, el programa realiza un nuevo proceso de competencia, a la que ingresan exintegrantes de "Mekano" ("Equipo M") y "Rojo" ("Equipo R") con fines benéficos. Sin embargo, al principio del proceso (cuando recién se escogieron a los integrantes del equipo de "Yingo", o "Equipo Y"), Luna no fue seleccionada entre los competidores definitivos, reduciendo su participación a apariciones un tanto reducidas durante las primeras semanas de competencia. Eso, hasta el 24 de agosto de 2010, cuando se incorpora al "Equipo Y", nuevamente en el puesto de comodín. La competencia termina el 29 de octubre de 2010, con el "Equipo Y" como gran vencedor de la "Batalla de los Programas Juveniles". 
En noviembre de 2010, Luna retoma la senda humorística, participando en los nuevos "Gags" de "Yingo", interpretando a "La Chica Karaoke", una chica tan, pero tan amante de la música, que no puede evitar cantar en playback en el momento menos esperado, desconcertando, de paso, al enamorado de turno con el que está saliendo. Otros personajes de estos gags eran: "El Chico Tecno" (Rodrigo "Gallina" Avilés) y el "Testigo Falso" (Jaime Artus). A simple vista, el humor absurdo de estos gags bien podría haberse inspirado en las rutinas del "Club de la Comedia".
Pese a que el 2010 fue el año más profesionalmente activo de Luna, tras terminar las grabaciones de "Don Diablo" y el comienzo de una nueva competencia, llamada "El Gran Desafío", no se le había visto más participar en "Yingo". Sin embargo, aún siguió activa haciendo shows en discotecas y animando eventos en Chile.
En febrero de 2011, Luna ha sido llamada por el canal UCV Televisión para conducir el concurso telefónico "Llama y Gana". La experiencia que adquirió en El Juego de la Biroka, le ha servido para llevar a cabo esta nueva aventura televisiva. Sin embargo, parte del público que la seguía en su anterior programa, quedará marginado por motivos relacionados con la cobertura de UCV, la cual, al contrario de otros canales (como Chilevisión, su ex-casa televisiva), no se ve en todo el país.
Esa vez en Febrero, Luna ha ido a "Llama y Gana" como animadora invitada, con tal de probar su talento en la estación televisiva porteña. Sin embargo, no fue sino hasta marzo de 2011 que finalmente asumiría como conductora del mencionado programa.
Posteriormente, Luna asumiría la conducción del concurso telefónico "Ring TV", del Canal 5 de Televisa, en donde aplicó el mismo estilo de conducción alocado y divertido que la hizo famosa en El Juego de la Biroka. Este ha sido un paso fundamental para Luna, ya que su talento como comunicadora traspasaría las fronteras de su país natal. Para ello, tomó clases de castellano neutro con tal de adaptarse a esta nueva aventura televisiva.
En noviembre de 2012, Luna debuta en las lides teatrales con la obra "Adentro y Afuera", junto al actor Jorge Larraín, que también estuvo en la película "Tercer Mundo" y conoció a Luna a fines de 2009, en la etapa final del "Juego de la Biroka", donde trabajó haciendo varios personajes. Ya posteriormente, Luna regresaría a Morandé con Compañía (programa donde comenzó su carrera artística) haciendo papeles pequeños, aunque ya en calidad de actriz cómica.
Luego de varios años de retiro del medio artístico, en 2024, Luna comienza su camino para incursionar en el stand up comedy, presentándose exitosamente en diversos escenarios. Paralelamente a ello, está muy activa en su cuenta de TikTok, y también está a cargo de un grupo de animación de eventos, llamado "Grupo Jaia" (en honor de su hija mayor).

## Trayectoria

### Programas de televisión
| Año              | Programa              | Canal            |
| ---------------- | --------------------- | ---------------- |
| 2007- 2008, 2012 | Morandé con Compañía  | Mega             |
| 2007- 2010       | El Juego de la Biroka | Chilevisión      |
| 2010             | Yingo                 | Chilevisión      |
| 2011             | Llama y Gana          | UCV Televisión   |
| 2011             | Ring TV               | Canal 5 (México) |

### Series
| Año  | Serie      | Personaje | Canal       |
| ---- | ---------- | --------- | ----------- |
| 2010 | Don Diablo | Antonia   | Chilevisión |